# Urophyllum grandiflorum
Urophyllum grandiflorum är en måreväxtart som beskrevs av Theodoric Valeton. Urophyllum grandiflorum ingår i släktet Urophyllum och familjen måreväxter. Inga underarter finns listade i Catalogue of Life.